# Fiji International 2003
Die Fiji International 2003 im Badminton fanden vom 10. bis zum 12. Oktober 2003 in Suva statt.

## Sieger und Platzierte
| Disziplin    | Gold                        | Silber                      | Bronze                         |
| ------------ | --------------------------- | --------------------------- | ------------------------------ |
| Herreneinzel | Stuart Brehaut              | Shinji Shinkai              | Burty Molia                    |
| Herreneinzel | Stuart Brehaut              | Shinji Shinkai              | John Moody                     |
| Dameneinzel  | Lenny Permana               | Kellie Lucas                | Josifini Tuivaga               |
| Dameneinzel  | Lenny Permana               | Kellie Lucas                | Karyn Whiteside                |
| Herrendoppel | Burty Molia Filivai Molia   | Damien Ah Sam Ahmed Ali     | Blair Rutherford Barry Stevens |
| Herrendoppel | Burty Molia Filivai Molia   | Damien Ah Sam Ahmed Ali     | John Moody Andy Wong           |
| Damendoppel  | Kellie Lucas Lenny Permana  | Alissa Dean Karyn Whiteside | Lorraine Mar Elena Whiteside   |
| Damendoppel  | Kellie Lucas Lenny Permana  | Alissa Dean Karyn Whiteside | Melissa Dean Josifini Tuivaga  |
| Mixed        | Stuart Brehaut Kellie Lucas | Burty Molia Karyn Whiteside | Damien Ah Sam Lorraine Mar     |
| Mixed        | Stuart Brehaut Kellie Lucas | Burty Molia Karyn Whiteside | Filivai Molia Alissa Dean      |